# Peter Singer
Peter Albert David Singer (Melbourne, 6 de julho de 1946) é um filósofo e professor australiano. É professor na Universidade de Princeton, nos Estados Unidos. Atua na área de ética prática, tratando questões de Ética de uma perspectiva utilitarista.
Ocupou duas vezes a cadeira de Filosofia da Universidade Monash, onde inaugurou um centro de Bioética humana. Em 1996, candidatou-se ao Senado australiano pelo Partido Verde Australiano, mas não conseguiu ser eleito. Em 1999 foi nomeado Professor Ira W. DeCamp de Bioética do Centro de Valores Humanos de Princeton e se mudou para os Estados Unidos. Em 2004, ele foi reconhecido como o Humanista Australiano do Ano pelo Conselho das Sociedades Humanistas Australianas. Fora da academia, Singer é mais conhecido por seu livro Libertação Animal, obra considerada fundadora dos Direitos dos animais. Suas posições sobre questões bioéticas desenvolvidas em Repensando a vida e a morte: o colapso de nossa ética tradicional e Questões Éticas Práticas foram consideradas controversas, particularmente nos Estados Unidos e na Alemanha. Singer é um defensor do Altruísmo eficaz descrito em sua obra A Vida Que Podemos Salvar.

## Libertação dos animais
Seu livro Libertação Animal (publicado originalmente em 1975) foi de uma importante influência formativa no movimento de Libertação Animal. Singer é um grande defensor dos animais, apoiando plenamente a causa da libertação animal, um dos muitos motivos que o fez recomendar o veganismo, apesar dele mesmo não ser vegano.
Nessa obra, argumenta-se contra o "especismo": a discriminação contra certos seres é baseada apenas no fato de eles pertencerem a uma dada espécie. O pensador considera que todos os seres que são capazes de sofrer devem ter seus interesses considerados de forma igualitária e conclui que o uso de animais - nos moldes atuais - para alimentação é injustificável, já que causa sofrimento dos bois.
Assim sendo, ele considera que o vegetarianismo é a única dieta aceitável. Singer condena também a vivissecção, apesar de acreditar que algumas experiências com animais poderão ser realizadas se o benefício (por exemplo, avanços em tratamentos médicos, etc.) for maior que o mal causado aos animais em causa. Segundo Singer, "o maior obstáculo é que é conveniente para nós tratarmos animais como se eles não tivessem créditos morais sobre o homem. Nós os utilizamos de diversas maneiras - como entretenimento, como ferramentas para pesquisa e como alimento, podendo ir além desses três. Levar a sério os direitos dos animais ameaçaria nossa habilidade em utilizá-los dessa maneira; então, encontramos desculpas e racionalizações para continuar com as práticas atuais".
Palavras de Singer: “Este livro é sobre a tirania dos animais humanos sobre os não-humanos. Tal tirania provocou e provoca ainda hoje dor e sofrimento só comparáveis àqueles resultantes de séculos de tirania dos humanos brancos sobre os humanos negros. A luta contra essa tirania é uma luta tão importante como qualquer das causas morais e sociais que foram defendidas em anos recentes.”

## Ética prática
O seu trabalho mais abrangente, Practical Ethics (1979, com segunda edição em 1993) - em português, Ética Prática -, analisa detalhadamente por que e como os interesses dos seres devem ser avaliados. Peter Singer afirma que os interesses de um ser devem sempre ser avaliados de acordo com suas propriedades concretas e não de acordo com o fato de ele pertencer a um grupo abstrato.

### Aborto e eutanásia
Consistente com sua teoria geral de ética, Singer sustenta que o direito à integridade física está fundamentalmente ligado à qualidade de vida.
Considerando que bebês em gestação e pessoas em estado vegetativo não têm uma qualidade de vida mensurável, Singer afirma que o aborto e a eutanásia podem ser justificados em diversas circunstâncias.

### Pobreza mundial
Em Famine, Affluence, and Morality, o mais conhecido ensaio filosóficos de Singer, o autor afirma que a injustiça de algumas pessoas viverem em abundância enquanto outras morrem de fome é moralmente indefensável. Singer propõe, então, que todos os trabalhadores sejam obrigados a entregar pelo menos 10 % do seu rendimento para resolver o problema da pobreza dos outros. Tendo ainda como pano de fundo esse tema publica em 2009 o livro The Life You Can Save - Acting now to end world poverty, (Edição portuguesa/ Brasil: Quanto Custa Salvar Uma Vida? - Agindo agora para eliminar a pobreza mundial; edição portuguesa/Portugal: A Vida Que Podemos Salvar: Agir agora para pôr fim à pobreza no mundo).

### Visões políticas
Singer critica os Estados Unidos da América por receberem petróleo de países dirigidos por ditadores (e aponta como um bom exemplo disso a Guiné Equatorial) e ficando com a maior parte dos ganhos financeiros, o que, portanto, mantém as pessoas na pobreza. Singer acredita que a riqueza desses países deveria pertencer a seus habitantes e não a seu governo, alegando que ao pagar os ditadores pelo petróleo "estaremos efetivamente comprando bens roubados e ajudando a manter as pessoas na pobreza". Singer também sustenta que a América "deveria estar fazendo mais para ajudar as pessoas em pobreza extrema", apresentando sua decepção com a política de ajuda externa dos EUA considerando-a "uma proporção muito pequena do nosso PIB, menos de um quarto de outras nações ricas". Além disso, Singer sustenta que pouca filantropia privada dos EUA está realmente "direcionada a ajudar pessoas em extrema pobreza, embora haja algumas exceções como a Fundação Gates".
Singer descreve-se como alguém que não é contrário ao capitalismo. Em uma entrevista de 2010 ao New Left Project, afirmou que "O capitalismo está longe de ser um sistema perfeito, mas até o momento não encontramos algo que claramente faça um trabalho melhor em atender às necessidades humanas do que uma economia capitalista regulamentada, combinada com um sistema de bem-estar e saúde que atenda às necessidades básicas daqueles que não prosperam na economia capitalista."

## Livros publicados
- A Vida Que Podemos Salvar: Agir agora para pôr fim à pobreza no mundo, Editora Gradiva, 2011

- Libertação Animal, Editora Lugano, 2004

- How Are We to Live?: Ethics in an Age of Self-Interest, 1995

### As suas outras publicações incluem
- Practical Ethics, 1979

- One World: The Ethics of Globalization, 2002

- Pushing Time Away: My Grandfather and the Tragedy of Jewish Vienna, 2003

- Rethinking Life and Death: The Collapse of Our Traditional Ethics, 1996

- The President of Good & Evil, the Ethics of George W. Bush

- Interview, Penthouse Magazine, July 2003
- The Most Good You Can Do, 2015